# Elecciones presidenciales de Argentina de 1963
Las elecciones presidenciales de Argentina de 1963 tuvieron como resultado la elección de Arturo Illia, de la Unión Cívica Radical del Pueblo, quien venció al también radical, Oscar Alende, de la Unión Cívica Radical Intransigente. Fueron organizadas por el gobierno encabezado por José María Guido que había sustituido al presidente Arturo Frondizi derrocado por un golpe de Estado y asumido ilegalmente el poder legislativo y los poderes provinciales, siendo discutible si se trató de un presidente de facto, o simplemente un presidente no constitucional que, impulsado por el propio Frondizi, buscó evitar que tomara el poder una dictadura militar. Las elecciones se realizaron con el expresidente Frondizi detenido e impedido de participar en las mismas y todos los ciudadanos peronistas proscriptos para presentar sus candidaturas, incluyendo también al expresidente Juan Domingo Perón que había tenido que exiliarse. Dos días antes de las elecciones el gobierno prohibió la presentación de la lista del Partido Demócrata Cristiano, debido a que estaba encabezada por el neurocirujano Raúl Matera que militaba en el peronismo. Fue una de las cuatro elecciones presidenciales en la que los dos principales candidatos fueron radicales.
Debido a las severas restricciones que pesaban sobre el derecho a elegir y ser elegido, los simpatizantes de los candidatos proscriptos, como Perón o Frondizi, se expresaron mayoritariamente mediante el voto en blanco, que alcanzó el 19,41% de las preferencias, que no fueron contabilizados como votos «válidos». Illia obtuvo solo el 25,14% del total de votos emitidos, lo que condicionaría severamente su presidencia. Efectivamente, Illia no pudo finalizar el mandato debido a que fue derrocado por un golpe de Estado el 28 de junio de 1966.
Debido a que la dictadura autodenominada Revolución Libertadora había restablecido el texto de la Constitución de 1853, las elecciones utilizaron el sistema de elección indirecta del presidente y su vice, mediante la delegación de la elección en un Colegio Electoral integrado por representantes elegidos en los 24 distritos entonces existentes (23 provincias y la Capital Federal), debido al proceso de provincialización de los territorios nacionales iniciado en 1951. Los habitantes del único territorio nacional restante, Tierra del Fuego, Islas del Atlántico Sur y la Antártida, fueron incorporados al padrón de la Capital Federal. Los electores fueron elegidos por el sistema de lista incompleta (dos tercios para el ganador y un tercio para el segundo). 
Las elecciones de 1963 formaron parte de un período de gobiernos de legitimidad cuestionada, que Cavarozzi llamó "semi-democracia", en la que se avaló la abolición de la Constitución por parte una dictadura, seguida de la imposición de un nuevo texto constitucional sin cumplir con el procedimiento legal, a la vez que fueron proscriptos el peronismo y luego el frondizismo y perseguidos miles de dirigentes políticos.

## Antecedentes

### Gobierno de Frondizi y golpe de 1962
El presidente Arturo Frondizi había logrado su victoria electoral de 1958 gracias al apoyo del peronismo, proscripto desde el golpe de Estado de 1955, con su partido, la Unión Cívica Radical Intransigente (UCRI), siendo una facción de la UCR original, siendo la otra la Unión Cívica Radical del Pueblo (UCRP). En este escenario, el nuevo presidente había llegado al poder condicionado desde el inicio por su dependencia electoral del peronismo e institucional de los militares, ambos grupos frontalmente enemistados. La política sociolaboral, petrolera y educativa de Frondizi tuvo picos de alta conflictividad, con grandes manifestaciones y huelgas del movimiento obrero y del movimiento estudiantil, así como numerosos atentados contra el gobierno con fines políticos en los que resultaron asesinados diecisiete civiles y militares. Aprobó y ejecutó el Plan CONINTES, que ponía a los manifestantes bajo jurisdicción de los tribunales militares y prohibía las huelgas, aunque este fue realmente una imposición militar alternativa a declarar el estado de sitio permanente y suprimir los derechos civiles.
Debido a estos condicionamientos, Frondizi perdió gran parte de su legitimidad política luego de fracasar en cumplir su trato con el exiliado Juan Domingo Perón de legalizar el peronismo en las elecciones legislativas de 1960, en la que la mayoría de los peronistas descontentos se expresaron mediante el voto en blanco. Para la siguiente renovación legislativa en 1962, que además traería consigo las elecciones para gobernador de varias provincias, Frondizi aceptó anular parcialmente la proscripción y permitir que varias fuerzas calificadas como neoperonistas presentaran candidaturas. Los comicios se realizaron el 18 de marzo con una estrecha victoria para las diferentes listas neoperonistas, aunque el principal resultado se plasmó a nivel provincial con la elección del peronista Andrés Framini como gobernador de la provincia de Buenos Aires, la más poblada y depositaria de más de un tercio del electorado argentino.
Pese a que la UCRI no sufrió la debacle absoluta que se le anticipaba y de hecho el partido logró consolidar su papel como principal partido contrario al peronismo y facción más grande del radicalismo, el gobierno de Frondizi terminó de desangrarse ante la pérdida de control del Congreso y de casi todas las provincias. La insistencia de Frondizi en aceptar el resultado electoral, si bien intervino provisionalmente todas las provincias donde ganó el peronismo, provocó que las Fuerzas Armadas realizaran un golpe de Estado el 29 de marzo, once días después de los comicios, arrestando a Frondizi y separándolo del cargo.

### Presidencia de Guido
Habiendo renunciado el vicepresidente Alejandro Gómez en 1958, el sucesor constitucional de Frondizi era José María Guido, presidente provisional del Senado de la Nación Argentina. Mientras se ejecutaba el golpe, por la noche, Julio Oyhanarte, ministro de la Corte Suprema de Justicia de la Nación tomó la detención de Frondizi como un caso de acefalía presidencial y se apresuró a prestar juramento a Guido, evitando el quiebre institucional total y la asunción de un militar como presidente de facto. Los militares golpistas terminaron aceptando la situación y convocaron a Guido en la Casa Rosada para comunicarle que sería reconocido como presidente, en tanto y en cuanto se comprometiera por escrito a ejecutar las medidas políticas indicadas por las Fuerzas Armadas. Entre estas medidas se encontraban la anulación del resultado electoral del 18 de marzo, la intervención de todas las provincias y la clausura del Congreso Nacional. Al no tener el presidente de la Nación facultades constitucionales para tales movimientos, el estado legal de la presidencia de Guido es controvertido hasta hoy, siendo discutible si fue un presidente constitucional o de facto.
Durante el mandato de Guido, se produjo un enfrentamiento interno en las Fuerzas Armadas, denominado azules y colorados. Los azules estaban de acuerdo con permitir un acceso limitado a algunos dirigentes peronistas, con el fin de lograr la normalización institucional y al mismo tiempo combatir a los grupos de extrema izquierda. Los colorados, por su parte, equiparaban al movimiento peronista con el comunismo y abogaban por erradicarlo completamente mediante la instauración de una dictadura militar permanente. Cada bando luchaba para lograr el control sobre el conjunto de las Fuerzas Armadas y, de ese modo, estar en condiciones de ejercer la tutela sobre el gobierno y establecer el rumbo que debía seguir la política nacional. Enfrentamientos armados entre el 21 de septiembre de 1962 y 5 de abril de 1963 llevaron a la muerte de varios civiles y militares.
La victoria de los azules, liderados por Juan Carlos Onganía, permitió la supervivencia de la presidencia de Guido y la convocatoria a nuevas elecciones con el peronismo aún proscripto y Frondizi detenido e inhabilitado políticamente para presentarse. Sin embargo, el panorama militar más estable fue eclipsado por preocupaciones económicas. Después de un breve período de crecimiento robusto liderado por la producción industrial, el equipo económico del presidente Guido, dirigido por el economista liberal conservador Álvaro Alsogaray, impuso una nueva devaluación y medidas de austeridad tales como estrictos controles de crédito e incluso el pago de salarios estatales con bonos casi sin valor. El PIB cayó un 4% entre 1962 y 1963, y el desempleo aumentó a casi un 9%.

## Reglas electorales
La elección presidencial se realizó mediante el sistema de elección indirecta. A tal fin los votantes debieron elegir electores, quienes a su vez debían elegir al presidente de la Nación, reunidos en congresos electorales separados, reunidos en cada provincia y la Capital Federal. 
Los colegios electorales se reunieron el 31 de julio, separadamente en la Capital Federal y en las capitales de provincias, oportunidad en la que los electores eligieron como presidente de la Nación a Arturo Illia, que obtuvo 270 votos y como vicepresidente a Carlos Perette, que obtuvo 269 votos.
Simultáneamente se realizaron también elecciones de legisladores nacionales y de autoridades provinciales. 
La participación ciudadana fue del 85,6% de los votantes habilitados. Los votos en blanco fueron 1 884 435 es decir el 19.4 %, máximo de la historia electoral presidencial argentina, y fueron considerados válidos por la justicia. La gran cantidad de votos en blanco se debió a la proscripción del peronismo que llevó a muchos de sus simpatizantes a pronunciarse de ese modo.

## Candidaturas

### Unión Cívica Radical del Pueblo
|                                           |                                                          |
| Arturo Umberto Illia                      | Carlos Humberto Perette                                  |
| para presidente                           | para vicepresidente                                      |
| {{{descripción}}}                         | {{{descripción}}}                                        |
| Diputado nacional por Córdoba (1948-1952) | Diputado nacional por Entre Ríos (1952-1955 y 1958-1962) |

### Unión Cívica Radical Intransigente
|                                        |                                   |
| Oscar Alende                           | Celestino Gelsi                   |
| para presidente                        | para vicepresidente               |
| {{{descripción}}}                      | {{{descripción}}}                 |
| Gobernador de Buenos Aires (1958-1962) | Gobernador de Tucumán (1958-1962) |

### Unión del Pueblo Argentino
|                                                                                       |                                                                                       |
| Pedro Eugenio Aramburu                                                                | Horacio Thedy                                                                         |
| para presidente                                                                       | para vicepresidente                                                                   |
| {{{descripción}}}                                                                     | {{{descripción}}}                                                                     |
| Presidente de la Nación Argentina (1955-1958)                                         | Convencional Constituyente (1957) Miembro de la Junta Consultiva Nacional (1955-1958) |
| Candidatura apoyada por: - Unión del Pueblo Argentino - Partido Demócrata Progresista |                                                                                       |

### Otras candidaturas
| | |                      |                         |                                                     |                     |                                                                                                  |                     |
| Emilio Olmos | Emilio Jofré | Horacio Sueldo       | Francisco Eduardo Cerro | Alfredo Palacios                                    | Ramón I. Soria      | Alfredo Orgaz                                                                                    | Rodolfo Fitte       |
| para presidente | para vicepresidente | para presidente      | para vicepresidente     | para presidente                                     | para vicepresidente | para presidente                                                                                  | para vicepresidenta |
| | |                      | {{{descripción}}}       |                                                     | {{{descripción}}}   |                                                                                                  | {{{descripción}}}   |
| Intendente De facto de la Ciudad de Córdoba (1955-1957)                                                                | Diputado Nacional por Mendoza (1960-1962)                                                                              | abogado y periodista |                         | Senador Nacional por la Capital Federal (1961-1962) |                     | Embajador de Argentina en Chile (1964-1965) Ministro de la Corte Suprema de Justicia (1955-1960) |                     |
| Partidos que integraban la alianza: - Unión Conservadora - Partido Demócrata de Mendoza - Partido Demócrata de Córdoba | Partidos que integraban la alianza: - Unión Conservadora - Partido Demócrata de Mendoza - Partido Demócrata de Córdoba | Partido sin alianza  | Partido sin alianza     | Partido sin alianza                                 | Partido sin alianza | Partido sin alianza                                                                              | Partido sin alianza |

## Campaña
La candidatura de Illia se debió en gran medida a que en las elecciones de 1962 fue el único candidato de la UCR del Pueblo en ganar una gobernación al imponerse por estrecho margen en la provincia de Córdoba, donde se había logrado la mayor concentración de votos no peronistas incluso durante su período de apogeo en 1950. El historiador Luis Alberto Romero atribuyó la elección de Illia como candidato de la UCRP a la escasa fe de triunfo de la dirigencia partidaria. Su abanderado en 1958, Ricardo Balbín, declinó su postulación con la fe de que una figura menos antiperonista captaría más votos de este sector y de la desgastada UCR Intransigente.
Desde su encarcelamiento, Frondizi discutió con Perón la posibilidad de fundar un "Frente Nacional del Pueblo" que agrupara a la totalidad del peronismo, radicales intransigentes y conservadores favorables al peronismo, a pesar de la oposición de quien sería el candidato de la UCRI, Oscar Alende. El candidato de dicho frente sería el conservador Vicente Solano Lima. Una de las revueltas entre azules y colorados, realizada el 2 de abril de 1963, llevó a que los militares rechazaran la idea de tolerar un frente Perón-Frondizi. Perón rechazó apoyar a cualquier candidato en una elección no libre y pidió a sus partidarios votar en blanco. El peronista Alejandro Leloir, sin embargo, se presentó independientemente con el Partido Tres Banderas, siendo la única candidatura peronista legalmente permitida en la elección de 1963.
Los incidentes de abril condujeron a la candidatura de Pedro Eugenio Aramburu, expresidente de facto que proscribió al peronismo en 1955, bajo la bandera de los partidos Unión del Pueblo Argentino (UDELPA), y el Partido Demócrata Progresista (PDP). Ambos presentaron compañeros de fórmula diferentes para Aramburu, Arturo J. Etchevehere y Horacio Thedy respectivamente. Uno de los lemas de campaña de la UDELPA, evidenciando su fuerte tono antiperonista, fue "Vote UDELPA y no vuelve". Otros conservadores antiperonistas apoyaron al ex intendente de Córdoba Emilio Olmos, de la Federación Nacional de Partidos de Centro (FNPC), provocando la división de las tres principales fuerzas políticas del país: el peronismo, el radicalismo, y el conservadurismo, de cara a las elecciones.

## Resultados
| Fórmula                | Fórmula                 | Partido                                              | Partido                                          | Partido                                         | Voto popular | Voto popular | Voto electoral | Voto electoral |
| Presidente             | Vicepresidente          | Partido                                              | Partido                                          | Partido                                         | Votos        | %            | Votos          | %              |
| ---------------------- | ----------------------- | ---------------------------------------------------- | ------------------------------------------------ | ----------------------------------------------- | ------------ | ------------ | -------------- | -------------- |
| Arturo Umberto Illia   | Carlos Humberto Perette |                                                      | Unión Cívica Radical del Pueblo                  | Unión Cívica Radical del Pueblo                 | 2.441.064    | 26,78        | 168            | 35,29          |
| Oscar Alende           | Celestino Gelsi         |                                                      | Unión Cívica Radical Intransigente               | Unión Cívica Radical Intransigente              | 1.593.002    | 18,18        | 110            | 23,11          |
| Pedro Eugenio Aramburu | Arturo J. Etchevehere   |                                                      |                                                  | Unión del Pueblo Argentino                      | 726.861      | 8,24         | 42             | 8,82           |
| Pedro Eugenio Aramburu | Horacio Thedy           |                                                      | Partido Demócrata Progresista                    | 619.481                                         | 8,10         | 30           | 6,30           |                |
| Pedro Eugenio Aramburu |                         |                                                      | Alianza Misionera (UDELPA-PDP)                   | 14.453                                          | 0,19         | 3            | 0,63           |                |
| Pedro Eugenio Aramburu |                         | Unión del Pueblo Argentino-Partido Demócrata Popular | 1.801                                            | 0,02                                            |              |              |                |                |
| Pedro Eugenio Aramburu | Total alianza           | Total alianza                                        | Total alianza                                    | 1.362.596                                       | 16,55        | 75           | 15,76          |                |
| Emilio Olmos (h)       | Emilio Jofré            |                                                      |                                                  | Partido Demócrata                               | 185.261      | 1,74         | 9              | 1,89           |
| Emilio Olmos (h)       | Emilio Jofré            |                                                      | Unión Conservadora                               | 133.199                                         | 1,56         | 5            | 1,05           |                |
| Emilio Olmos (h)       | Emilio Jofré            |                                                      | Partido Conservador del Chaco                    | 68.687                                          | 0,90         | 6            | 1,26           |                |
| Emilio Olmos (h)       | Emilio Jofré            |                                                      | Partido Demócrata Liberal                        | 38.772                                          | 0,51         | 6            | 1,26           |                |
| Emilio Olmos (h)       | Emilio Jofré            |                                                      | Partido Demócrata Conservador                    | 36.629                                          | 0,48         |              |                |                |
| Emilio Olmos (h)       | Emilio Jofré            |                                                      | Partido Demócrata Unido                          | 27.459                                          | 0,36         | 2            | 0,42           |                |
| Emilio Olmos (h)       | Emilio Jofré            |                                                      | Unión Provincial                                 | 15.474                                          | 0,20         | 2            | 0,42           |                |
| Emilio Olmos (h)       | Emilio Jofré            |                                                      | Partido Demócrata Popular                        | 5.088                                           | 0,07         | 1            | 0,21           |                |
| Emilio Olmos (h)       | Emilio Jofré            |                                                      | Partido Liberal de Misiones                      | 1.210                                           | 0,02         |              |                |                |
| Emilio Olmos (h)       | Emilio Jofré            | Total Federación Nacional de Partidos de Centro      | Total Federación Nacional de Partidos de Centro  | Total Federación Nacional de Partidos de Centro | 511.779      | 5,84         | 31             | 6,51           |
| Horacio Sueldo         | Francisco Eduardo Cerro |                                                      | Partido Demócrata Cristiano                      | Partido Demócrata Cristiano                     | 434.823      | 4,96         | 23             | 4,83           |
| Alfredo Palacios       | Ramón I. Soria          |                                                      | Partido Socialista Argentino                     | Partido Socialista Argentino                    | 278.856      | 3,18         | 12             | 2,52           |
| Alfredo Orgaz          | Rodolfo Fitte           |                                                      | Partido Socialista Democrático                   | Partido Socialista Democrático                  | 258.787      | 2,95         | 10             | 2,10           |
| Justo León Bengoa      | Alejandro H. Leloir     |                                                      |                                                  | Partido de la Justicia Social                   | 83.302       | 1,09         | 4              | 0,84           |
| Justo León Bengoa      | Alejandro H. Leloir     |                                                      | Movimiento del Frente Nacional                   | 40.164                                          | 0,52         | 1            | 0,21           |                |
| Justo León Bengoa      | Alejandro H. Leloir     |                                                      | Partido Laborista                                | 20.560                                          | 0,27         |              |                |                |
| Justo León Bengoa      | Alejandro H. Leloir     |                                                      | Partido Independiente Nacional                   | 6.745                                           | 0,09         |              |                |                |
| Justo León Bengoa      | Alejandro H. Leloir     | Total alianza                                        | Total alianza                                    | Total alianza                                   | 150.771      | 1,97         | 5              | 1,05           |
| Alejandro Leloir       |                         |                                                      | Partido Tres Banderas                            | Partido Tres Banderas                           | 113.941      | 1,49         | 7              | 1,47           |
|                        |                         |                                                      | Partido Blanco                                   | Partido Blanco                                  | 70.860       | 0,93         | 3              | 0,63           |
|                        |                         |                                                      | Partido Liberal de Corrientes                    | Partido Liberal de Corrientes                   | 59.696       | 0,78         | 5              | 1,05           |
|                        |                         |                                                      | Unión Cívica Radical Bloquista                   | Unión Cívica Radical Bloquista                  | 46.088       | 0,60         | 4              | 0,84           |
|                        |                         |                                                      | Movimiento Federal Democrático                   | Movimiento Federal Democrático                  | 42.116       | 0,55         | 5              | 1,05           |
|                        |                         |                                                      | Partido Autonomista de Corrientes                | Partido Autonomista de Corrientes               | 38.907       | 0,51         | 3              | 0,63           |
|                        |                         |                                                      | Partido Social Agrario                           | Partido Social Agrario                          | 37.630       | 0,49         |                |                |
|                        |                         |                                                      | Unión Cívica Radical Cruzada Renovadora          | Unión Cívica Radical Cruzada Renovadora         | 31.718       | 0,41         | 3              | 0,63           |
|                        |                         |                                                      | Unión Nacional                                   | Unión Nacional                                  | 30.730       | 0,40         | 1              | 0,21           |
|                        |                         |                                                      | Defensa Provincial-Bandera Blanca                | Defensa Provincial-Bandera Blanca               | 23.437       | 0,31         | 2              | 0,42           |
| Juan Francisco Castro  | Antonio Chaniz          |                                                      |                                                  | Cruzada Acción Nacional                         | 21.228       | 0,28         |                |                |
| Juan Francisco Castro  | Antonio Chaniz          |                                                      | Acción Nacional-Unión Cívica de los Trabajadores | 1.765                                           | 0,02         |              |                |                |
| Juan Francisco Castro  | Antonio Chaniz          | Total alianza                                        | Total alianza                                    | Total alianza                                   | 22.993       | 0,30         |                |                |
|                        |                         |                                                      | Movimiento Popular Neuquino                      | Movimiento Popular Neuquino                     | 20.648       | 0,27         | 6              | 1,26           |
|                        |                         |                                                      | Partido Provincial                               | Partido Provincial                              | 16.086       | 0,21         | 2              | 0,42           |
|                        |                         |                                                      | Partido Colorado                                 | Partido Colorado                                | 10.929       | 0,14         |                |                |
|                        |                         |                                                      | Partido Demócrata Conservador Popular            | Partido Demócrata Conservador Popular           | 10.493       | 0,14         |                |                |
|                        |                         |                                                      | Partido Socialista del Chaco                     | Partido Socialista del Chaco                    | 9.483        | 0,12         |                |                |
|                        |                         |                                                      | Partido del Pueblo                               | Partido del Pueblo                              | 9.371        | 0,12         |                |                |
|                        |                         |                                                      | Concentración Democrática                        | Concentración Democrática                       | 6.028        | 0,08         |                |                |
|                        |                         |                                                      | Unión Cívica Radical Intransigente Popular       | Unión Cívica Radical Intransigente Popular      | 5.301        | 0,07         | 1              | 0,21           |
|                        |                         |                                                      | Unión Cívica Popular Misionera                   | Unión Cívica Popular Misionera                  | 4.212        | 0,06         |                |                |
|                        |                         |                                                      | Partido Azul y Blanco                            | Partido Azul y Blanco                           | 3.993        | 0,05         |                |                |
|                        |                         |                                                      | Unión Cívica Radical de La Rioja                 | Unión Cívica Radical de La Rioja                | 2.705        | 0,04         |                |                |
|                        |                         |                                                      | Partido Demócrata Autonomista                    | Partido Demócrata Autonomista                   | 1.337        | 0,02         |                |                |
|                        |                         |                                                      | Unión Cívica Formoseña                           | Unión Cívica Formoseña                          | 945          | 0,01         |                |                |
|                        |                         |                                                      | Partido Socialista Argentino de Vanguardia       | Partido Socialista Argentino de Vanguardia      | 475          | 0,01         |                |                |
|                        |                         |                                                      | Partido Conservador Obrero Provincial            | Partido Conservador Obrero Provincial           | 185          | 0,00         |                |                |
| Votos positivos        | Votos positivos         | Votos positivos                                      | Votos positivos                                  | Votos positivos                                 | 7.651.985    | 78,80        |                |                |
| Votos en blanco        | Votos en blanco         | Votos en blanco                                      | Votos en blanco                                  | Votos en blanco                                 | 1.884.435    | 19,41        |                |                |
| Votos anulados         | Votos anulados          | Votos anulados                                       | Votos anulados                                   | Votos anulados                                  | 173.696      | 1,79         |                |                |
| Participación          | Participación           | Participación                                        | Participación                                    | Participación                                   | 9.710.116    | 85,50        |                |                |
| Abstenciones           | Abstenciones            | Abstenciones                                         | Abstenciones                                     | Abstenciones                                    | 1.646.124    | 14,50        |                |                |
| Electores registrados  | Electores registrados   | Electores registrados                                | Electores registrados                            | Electores registrados                           | 11.356.240   | 100          |                |                |
| Fuentes:               |                         |                                                      |                                                  |                                                 |              |              |                |                |

### Resultados por provincia
|                     |     | Illia/Perette (UCRP) | Illia/Perette (UCRP) | Illia/Perette (UCRP) | Alende/Gelsi (UCRI) | Alende/Gelsi (UCRI) | Alende/Gelsi (UCRI) | Aramburu (UDELPA + PDP) | Aramburu (UDELPA + PDP) | Aramburu (UDELPA + PDP) | Olmos/Jofré (FNPC) | Olmos/Jofré (FNPC) | Olmos/Jofré (FNPC) | Sueldo/Cerro (PDC) | Sueldo/Cerro (PDC) | Sueldo/Cerro (PDC) | Palacios/Soria (PSA) | Palacios/Soria (PSA) | Palacios/Soria (PSA) | Orgaz/Fitte (PSD) | Orgaz/Fitte (PSD) | Orgaz/Fitte (PSD) | Otros partidos | Otros partidos | Otros partidos | Blancos/Nulos | Blancos/Nulos | Participación | Participación |
| Provincia           | El. | Votos                | %                    | El.                  | Votos               | %                   | El.                 | Votos                   | %                       | El.                     | Votos              | %                  | El.                | Votos              | %                  | El.                | Votos                | %                    | El.                  | Votos             | %                 | El.               | Votos          | %              | El.            | Votos         | %             | Votos         | %             |
| ------------------- | --- | -------------------- | -------------------- | -------------------- | ------------------- | ------------------- | ------------------- | ----------------------- | ----------------------- | ----------------------- | ------------------ | ------------------ | ------------------ | ------------------ | ------------------ | ------------------ | -------------------- | -------------------- | -------------------- | ----------------- | ----------------- | ----------------- | -------------- | -------------- | -------------- | ------------- | ------------- | ------------- | ------------- |
| Buenos Aires        | 104 | 844.956              | 32,93                | 37                   | 644.237             | 25,11               | 28                  | 415.724                 | 16,20                   | 17                      | 133.199            | 5,19               | 5                  | 130.389            | 5,08               | 5                  | 148.094              | 5,77                 | 6                    | 153.198           | 5,97              | 6                 | 96.193         | 3,75           | —              | 729.928       | 22,15         | 3.295.918     | 87,83         |
| Capital Federal     | 74  | 421.505              | 29,85                | 24                   | 292.297             | 20,70               | 16                  | 386.817                 | 27,40                   | 21                      | 32.897             | 2,33               | —                  | 75.401             | 5,34               | 4                  | 87.091               | 6,17                 | 5                    | 73.120            | 5,18              | 4                 | 42.753         | 3,03           | —              | 246.279       | 14,85         | 1.658.160     | 89,98         |
| Catamarca           | 8   | 24.455               | 40,81                | 4                    | 10.694              | 17,85               | 2                   | 4.984                   | 8,32                    | —                       | 3.732              | 6,23               | —                  | 6.292              | 10,50              | 1                  | 514                  | 0,86                 | —                    | 471               | 0,79              | —                 | 8.782          | 14,66          | 1              | 13.558        | 18,45         | 73.482        | 79,89         |
| Chaco               | 14  | 42.362               | 24,83                | 4                    | 27.806              | 16,30               | 2                   | 21.899                  | 12,84                   | 2                       | 68.687             | 40,26              | 6                  | 4.313              | 2,53               | —                  | —                    | —                    | —                    | —                 | —                 | —                 | 5.540          | 3,25           | —              | 32.367        | 15,95         | 202.974       | 74,36         |
| Chubut              | 8   | 14.932               | 46,76                | 5                    | 6.163               | 19,30               | 2                   | 7.991                   | 25,03                   | 1                       | —                  | —                  | —                  | 2.845              | 8,91               | —                  | —                    | —                    | —                    | —                 | —                 | —                 | —              | —              | —              | 14.259        | 30,87         | 46.190        | 69,05         |
| Córdoba             | 40  | 385.946              | 57,69                | 26                   | 61.583              | 9,21                | 4                   | 87.000                  | 13,00                   | 4                       | 70.406             | 10,52              | 4                  | 34.347             | 5,13               | 2                  | 9.458                | 1,41                 | —                    | 8.496             | 1,27              | —                 | 11.754         | 1,76           | —              | 275.713       | 29,19         | 944.703       | 87,19         |
| Corrientes          | 16  | 15.164               | 6,69                 | 1                    | 80.827              | 35,65               | 7                   | 10.927                  | 4,82                    | —                       | —                  | —                  | —                  | 8.952              | 3,95               | —                  | —                    | —                    | —                    | —                 | —                 | —                 | 110.870        | 48,90          | 8              | 13.496        | 5,62          | 240.236       | 76,97         |
| Entre Ríos          | 22  | 112.281              | 33,45                | 8                    | 93.348              | 27,81               | 7                   | 35.033                  | 10,44                   | 1                       | 27.459             | 8,18               | 2                  | 18.693             | 5,57               | 1                  | —                    | —                    | —                    | 4.496             | 1,34              | —                 | 44.396         | 13,22          | 3              | 55.368        | 14,16         | 391.074       | 82,14         |
| Formosa             | 8   | 19.520               | 47,39                | 5                    | 13.559              | 32,92               | 3                   | 1.801                   | 4,37                    | —                       | 821                | 1,99               | —                  | 3.515              | 8,53               | —                  | 1.028                | 2,50                 | —                    | —                 | —                 | —                 | 945            | 2,29           | —              | 7.738         | 15,82         | 48.927        | 75,83         |
| Jujuy               | 8   | 5.529                | 16,33                | 1                    | 14.410              | 42,56               | 4                   | 4.868                   | 14,38                   | 1                       | 5.088              | 15,03              | 1                  | 3.779              | 11,16              | 1                  | —                    | —                    | —                    | —                 | —                 | —                 | 185            | 0,55           | —              | 49.906        | 59,58         | 83.765        | 81,21         |
| La Pampa            | 8   | 18.335               | 32,86                | 3                    | 24.256              | 43,48               | 4                   | 7.898                   | 14,16                   | 1                       | —                  | —                  | —                  | 5.303              | 9,50               | —                  | —                    | —                    | —                    | —                 | —                 | —                 | —              | —              | —              | 25.187        | 31,10         | 80.979        | 87,11         |
| La Rioja            | 8   | 17.388               | 39,20                | 4                    | 6.558               | 14,78               | 1                   | 1.831                   | 4,13                    | —                       | 7.592              | 17,11              | 2                  | 1.301              | 2,93               | —                  | —                    | —                    | —                    | —                 | —                 | —                 | 9.690          | 21,84          | 1              | 12.423        | 21,88         | 56.783        | 80,20         |
| Mendoza             | 18  | 78.804               | 20,89                | 4                    | 11.217              | 2,97                | —                   | 27.862                  | 7,39                    | 1                       | 92.813             | 24,61              | 5                  | 6.580              | 1,74               | —                  | 20.405               | 5,41                 | 1                    | —                 | —                 | —                 | 139.524        | 36,99          | 8              | 26.847        | 6,64          | 404.052       | 89,02         |
| Misiones            | 10  | 19.250               | 26,94                | 3                    | 18.785              | 26,29               | 3                   | 14.453                  | 20,23                   | 3                       | 1.210              | 1,69               | —                  | 7.832              | 10,96              | 1                  | —                    | —                    | —                    | —                 | —                 | —                 | 9.920          | 13,88          | —              | 24.529        | 25,56         | 95.979        | 72,68         |
| Neuquén             | 8   | 3.609                | 10,40                | 1                    | 6.124               | 17,66               | 1                   | 2.367                   | 6,82                    | —                       | 822                | 2,37               | —                  | 1.116              | 3,22               | —                  | —                    | —                    | —                    | —                 | —                 | —                 | 20.648         | 59,53          | 6              | 5.822         | 14,37         | 40.508        | 79,85         |
| Río Negro           | 8   | 14.646               | 32,90                | 3                    | 12.576              | 28,25               | 3                   | 7.111                   | 15,97                   | 1                       | 3.906              | 8,77               | —                  | 6.284              | 14,11              | 1                  | —                    | —                    | —                    | —                 | —                 | —                 | —              | —              | —              | 23.680        | 34,72         | 68.203        | 73,84         |
| Salta               | 10  | 23.054               | 24,77                | 2                    | 7.930               | 8,52                | 1                   | —                       | —                       | —                       | 15.474             | 16,62              | 2                  | 3.897              | 4,19               | —                  | —                    | —                    | —                    | —                 | —                 | —                 | 42.729         | 45,90          | 5              | 63.123        | 40,41         | 156.207       | 76,70         |
| San Juan            | 10  | 30.835               | 23,93                | 3                    | 3.173               | 2,46                | —                   | 5.086                   | 3,95                    | —                       | —                  | —                  | —                  | 4.104              | 3,18               | —                  | —                    | —                    | —                    | —                 | —                 | —                 | 85.659         | 66,48          | 6              | 34.576        | 21,16         | 163.433       | 87,70         |
| San Luis            | 8   | 8.121                | 13,65                | 1                    | 17.816              | 29,95               | 3                   | —                       | —                       | —                       | 27.952             | 46,99              | 4                  | 1.810              | 3,04               | —                  | 749                  | 1,26                 | —                    | 671               | 1,13              | —                 | 2.362          | 3,97           | —              | 26.633        | 30,93         | 86.114        | 82,98         |
| Santa Cruz          | 8   | 3.220                | 35,20                | 3                    | 2.554               | 27,92               | 3                   | 1.901                   | 20,78                   | 2                       | —                  | —                  | —                  | 665                | 7,27               | —                  | —                    | —                    | —                    | —                 | —                 | —                 | 809            | 8,84           | —              | 4.453         | 32,74         | 13.602        | 69,09         |
| Santa Fe            | 44  | 234.801              | 28,79                | 14                   | 179.479             | 22,01               | 11                  | 270.995                 | 33,23                   | 16                      | 13.808             | 1,69               | —                  | 64.527             | 7,91               | 3                  | 11.517               | 1,41                 | —                    | 11.637            | 1,43              | —                 | 28.740         | 3,52           | —              | 234.159       | 22,31         | 1.049.663     | 89,09         |
| Santiago del Estero | 16  | 66.177               | 48,73                | 9                    | 9.252               | 6,81                | 1                   | 13.631                  | 10,04                   | 2                       | 2.685              | 1,98               | —                  | 10.458             | 7,70               | 1                  | —                    | —                    | —                    | —                 | —                 | —                 | 33.589         | 24,74          | 3              | 51.521        | 27,51         | 187.313       | 64,77         |
| Tucumán             | 18  | 36.174               | 15,37                | 3                    | 48.358              | 20,55               | 4                   | 32.417                  | 13,78                   | 2                       | 3.228              | 1,37               | —                  | 32.420             | 13,78              | 3                  | —                    | —                    | —                    | 6.698             | 2,85              | —                 | 75.990         | 32,30          | 6              | 86.566        | 26,90         | 321.851       | 77,38         |
| Total               | 476 | 2.441.064            | 26,78                | 168                  | 1.593.002           | 18,18               | 110                 | 1.362.596               | 16,55                   | 75                      | 511.779            | 5,84               | 31                 | 434.823            | 4,96               | 23                 | 278.856              | 3,18                 | 12                   | 258.787           | 2,95              | 10                | 771.078        | 10,08          | 47             | 2.058.131     | 21,56         | 9.710.116     | 85,50         |

## Resultados del Colegio Electoral
La designación de Arturo Illia como presidente de la Nación en 1963 se realizó mediante el sistema de elección indirecta establecido por la Constitución de 1853, impuesta por la dictadura que gobernó entre 1955 y 1958. El sistema indirecto establecía que los ciudadanos elegían electores y eran estos quienes, reunidos colegios electorales organizados en cada provincia y la Capital Federal, debían elegir por mayoría absoluta y en votación separada al presidente y al vicepresidente de la Nación. De este modo la mayoría necesaria era de 239 electores.
Los colegios electorales se reunieron el 31 de julio de 1963, en cada una de las capitales provinciales y en la Ciudad de Buenos Aires. Previamente la UCRP había realizado acuerdos con la Federación de Partidos de Centro, el Partido Socialista Democrático, el Partido Demócrata Cristiano, la Confederación de Partidos Provinciales y tres electores de la UCRI de La Pampa, que en conjunto sumaban 105 electores, para apoyar a sus candidatos. Con este apoyo la candidatura a presidente de Illia obtuvo 270 votos –31 votos más que el mínimo constitucional necesario– y la candidatura a vicepresidente de Perette obtuvo 269.

### Presidente
| Candidato a Presidente | Candidato a Presidente   | Partido                            | Votos Electorales |
| ---------------------- | ------------------------ | ---------------------------------- | ----------------- |
|                        | Arturo Umberto Illia     | Unión Cívica Radical del Pueblo    | 270               |
|                        | Oscar Alende             | Unión Cívica Radical Intransigente | 86                |
|                        | Pedro Eugenio Aramburu   | Unión del Pueblo Argentino         | 74                |
|                        | Alfredo Palacios         | Partido Socialista Argentino       | 12                |
|                        | Carlos Sylvestre Begnis  | Unión Cívica Radical Intransigente | 11                |
|                        | Alejandro Leloir         | Partido de la Justicia Social      | 4                 |
|                        | Edmundo Eduardo Blanchet | Partido Tres Banderas              | 3                 |
|                        | Justo León Bengoa        | Partido de la Justicia Social      | 1                 |
| Total de votos         | Total de votos           | Total de votos                     | 461               |
| No votaron             | No votaron               | No votaron                         | 15                |
| Total de electores     | Total de electores       | Total de electores                 | 476               |

#### Resultados por provincia
| Provincia           | Illia | Alende | Aramburu | Palacios | Sylvestre Begnis | Leloir | Blanchet | Bengoa |   | No votaron |
| ------------------- | ----- | ------ | -------- | -------- | ---------------- | ------ | -------- | ------ | - | ---------- |
| Buenos Aires        | 53    | 28     | 17       | 6        |                  |        |          |        |   |            |
| Capital Federal     | 32    | 16     | 21       | 5        |                  |        |          |        |   |            |
| Catamarca           | 5     | 3      |          |          |                  |        |          |        |   |            |
| Chaco               | 10    | 2      | 2        |          |                  |        |          |        |   |            |
| Chubut              | 5     |        | 1        |          |                  |        |          |        | 2 |            |
| Córdoba             | 32    | 1      | 4        |          |                  |        |          |        | 3 |            |
| Corrientes          | 9     | 7      |          |          |                  |        |          |        |   |            |
| Entre Ríos          | 11    | 6      | 1        |          |                  |        | 3        |        | 1 |            |
| Formosa             | 5     | 3      |          |          |                  |        |          |        |   |            |
| Jujuy               | 3     | 4      | 1        |          |                  |        |          |        |   |            |
| La Pampa            | 6     | 1      | 1        |          |                  |        |          |        |   |            |
| La Rioja            | 6     | 1      |          |          |                  | 1      |          |        |   |            |
| Mendoza             | 16    |        |          | 1        |                  |        |          |        | 1 |            |
| Misiones            | 4     | 3      | 3        |          |                  |        |          |        |   |            |
| Neuquén             | 7     | 1      |          |          |                  |        |          |        |   |            |
| Río Negro           | 4     | 3      | 1        |          |                  |        |          |        |   |            |
| Salta               | 9     | 1      |          |          |                  |        |          |        |   |            |
| San Juan            | 7     |        |          |          |                  |        |          |        | 3 |            |
| San Luis            | 5     |        |          |          |                  |        |          |        | 3 |            |
| Santa Cruz          | 3     | 2      | 2        |          |                  |        |          |        | 1 |            |
| Santa Fe            | 17    |        | 16       |          | 11               |        |          |        |   |            |
| Santiago del Estero | 12    |        | 2        |          |                  | 1      |          |        | 1 |            |
| Tucumán             | 9     | 4      | 2        |          |                  | 2      |          | 1      |   |            |
| Total               | 270   | 86     | 74       | 12       | 11               | 4      | 3        | 1      |   | 15         |
| Fuente:             |       |        |          |          |                  |        |          |        |   |            |

### Vicepresidente
| Candidato a Vicepresidente | Candidato a Vicepresidente   | Partido                            | Votos Electorales |
| -------------------------- | ---------------------------- | ---------------------------------- | ----------------- |
|                            | Carlos Humberto Perette      | Unión Cívica Radical del Pueblo    | 269               |
|                            | Celestino Gelsi              | Unión Cívica Radical Intransigente | 80                |
|                            | Arturo J. Etchevehere        | Unión del Pueblo Argentino         | 42                |
|                            | Horacio Thedy                | Partido Demócrata Progresista      | 32                |
|                            | Ramón I. Soria               | Partido Socialista Argentino       | 12                |
|                            | Julio Oyhanarte              | Unión Cívica Radical Intransigente | 11                |
|                            | Oscar Albrieu                | Partido de la Justicia Social      | 5                 |
|                            | Carlos Sylvestre Begnis      | Unión Cívica Radical Intransigente | 5                 |
|                            | Pedro J. Fernández Oyhamburu | Partido Tres Banderas              | 3                 |
|                            | Oscar Alende                 | Unión Cívica Radical Intransigente | 1                 |
| Total de votos             | Total de votos               | Total de votos                     | 460               |
| No votaron                 | No votaron                   | No votaron                         | 16                |
| Total de electores         | Total de electores           | Total de electores                 | 476               |

#### Resultados por provincia
| Provincia           | Perette | Gelsi | Etchevehere | Thedy | Soria | Oyhanarte | Albrieu | Sylvestre Begnis | Fernández Oyhamburu | Alende |   | No votaron |
| ------------------- | ------- | ----- | ----------- | ----- | ----- | --------- | ------- | ---------------- | ------------------- | ------ | - | ---------- |
| Buenos Aires        | 53      | 27    | 10          | 7     | 6     |           |         |                  |                     |        |   | 1          |
| Capital Federal     | 32      | 16    | 11          | 10    | 5     |           |         |                  |                     |        |   |            |
| Catamarca           | 5       | 3     |             |       |       |           |         |                  |                     |        |   |            |
| Chaco               | 10      | 2     | 1           | 1     |       |           |         |                  |                     |        |   |            |
| Chubut              | 5       |       | 1           |       |       |           |         |                  |                     |        | 2 |            |
| Córdoba             | 32      | 1     | 4           |       |       |           |         |                  |                     |        | 3 |            |
| Corrientes          | 9       | 7     |             |       |       |           |         |                  |                     |        |   |            |
| Entre Ríos          | 11      | 3     | 1           |       |       |           |         | 3                | 3                   |        | 1 |            |
| Formosa             | 5       | 3     |             |       |       |           |         |                  |                     |        |   |            |
| Jujuy               | 3       | 4     | 1           |       |       |           |         |                  |                     |        |   |            |
| La Pampa            | 6       | 1     | 1           |       |       |           |         |                  |                     |        |   |            |
| La Rioja            | 6       | 1     |             |       |       |           | 1       |                  |                     |        |   |            |
| Mendoza             | 16      |       |             |       | 1     |           |         |                  |                     |        | 1 |            |
| Misiones            | 3       | 3     | 2           | 1     |       |           |         |                  |                     | 1      |   |            |
| Neuquén             | 7       | 1     |             |       |       |           |         |                  |                     |        |   |            |
| Río Negro           | 4       | 1     |             | 1     |       |           |         | 2                |                     |        |   |            |
| Salta               | 9       | 1     |             |       |       |           |         |                  |                     |        |   |            |
| San Juan            | 7       |       |             |       |       |           |         |                  |                     |        | 3 |            |
| San Luis            | 5       |       |             |       |       |           |         |                  |                     |        | 3 |            |
| Santa Cruz          | 3       | 2     | 2           |       |       |           |         |                  |                     |        | 1 |            |
| Santa Fe            | 17      |       | 5           | 11    |       | 11        |         |                  |                     |        |   |            |
| Santiago del Estero | 12      |       | 2           |       |       |           | 1       |                  |                     |        | 1 |            |
| Tucumán             | 9       | 4     | 1           | 1     |       |           | 3       |                  |                     |        |   |            |
| Total               | 269     | 80    | 42          | 32    | 12    | 11        | 5       | 5                | 3                   | 1      |   | 16         |
| Fuente:             |         |       |             |       |       |           |         |                  |                     |        |   |            |